# Gradiente de albúmina plasma-líquido ascítico
El gradiente o brecha de albúmina sérica-ascitis ( GASA) es un cálculo utilizado en medicina para ayudar a determinar la causa de la ascitis . El GASA puede discriminar mejor que los  métodos anteriores para clasificar el líquido ascítico como trasudado versus exudado . 
La fórmula es la siguiente:
GASA = ( albúmina sérica ) - (nivel de albúmina del líquido ascítico).
Idealmente, los dos valores deberían medirse al mismo tiempo.
Este fenómeno es el resultado de las fuerzas de Starling entre el líquido del sistema circulatorio y el líquido ascítico. En circunstancias normales, el GASA es <1,1 porque la presión oncótica sérica (que hace que el líquido vuelva a la circulación) está exactamente contrarrestada por la presión hidrostática sérica (que empuja el líquido fuera del sistema circulatorio). Este equilibrio se altera en determinadas enfermedades (como el síndrome de Budd-Chiari, insuficiencia cardíaca o cirrosis hepática) que aumentan la presión hidrostática en el sistema circulatorio. El aumento de la presión hidrostática hace que salga más líquido de la circulación hacia el espacio peritoneal (ascitis). El GASA aumenta posteriormente porque hay más líquido libre que sale de la circulación, concentrando la albúmina sérica. La albúmina no se mueve fácilmente a través de los espacios de la membrana porque es una molécula grande.

## Diagnóstico

### Gradiente alto
Un gradiente alto (> 1,1 g / dL,> 11 g / L) indica que la ascitis se debe a hipertensión portal , ya sea relacionada con el hígado o no relacionada con el hígado, con aproximadamente 97% de precisión.  Esto se debe al aumento de la presión hidrostática dentro de los vasos sanguíneos del sistema portal hepático , que a su vez empuja el agua hacia la cavidad peritoneal pero deja proteínas como la albúmina dentro de la vasculatura.
Las causas importantes de ascitis por GASA elevada (> 1,1 g / dL,> 11 g / L) incluyen: cirrosis del hígado , insuficiencia cardíaca , síndrome de Budd-Chiari , trombosis de la vena porta y fibrosis portal idiopática. 

### Gradiente bajo
Un gradiente bajo (<1,1 g / dL, <11 g / L) indica causas de ascitis no asociadas con aumento de la presión portal como: tuberculosis , pancreatitis , infecciones , serositis , varios tipos de cánceres peritoneales (carcinomatosis peritoneal) e infartos pulmonares .
|                   |      | GASA                                                 | GASA                                                                            |
| ----------------- | ---- | ---------------------------------------------------- | ------------------------------------------------------------------------------- |
|                   |      | <1.1                                                 | >1.1                                                                            |
| Proteínas totales | <2.5 | Peritonitis tuberculosa , síndrome nefrótico         | Cirrosis, Budd-Chiari (tardío)                                                  |
| Proteínas totales | >2.5 | Cáncer, Tuberculosis, Ascitis quilosa , Pancreatitis | Insuficiencia cardíaca derecha, Budd-Chiari (inicial), enfermedad veno-oclusiva |